# Тара Брабазон

Тара Брабазон. 2016 р.

Тара Брабазон (нар. 3 січня 1969 р.) — австралійська науковиця, культурологиня, медіапедагогиня.
Її наукові інтереси включають творчі технології, візуалізацію міста, економіку знань, інформаційний менеджмент, інформаційну грамотність, звукові медіа, попкультуру.
Член Королівського товариства заохочення мистецтв, виробників і комерції. 

## Життєпис
Освіта: Вивчала гастрономічний туризм в Університеті Південного Хреста. Навчалась в Університеті Західної Австралії, в Університеті Мердока, в Університеті Нової Англії. 
Вмвчала Інтернет-дослідження в Кертінському університеті, навчалась в Університеті Центрального Квінсленда, Рокгемптон. 
Живе в місті Аделаїда
Нині - Декан відділення аспірантури Університету ім. Фліндерса.
Працювала професором творчих медіа та керівником курсів фотографії та творчих медіа в компанії "Університет Болтона"
У 1997 році — доцент у Школі ЗМІ, комунікації та культури університету Мердока, Західна Австралія. 
Обіймала академічні посади у Великій Британії, Новій Зеландії та Канаді.  
Станом на 2019 р. — професор культурології в Університеті ім. Фліндерса в Аделаїді, Австралія.
Вона має репутацію ефективного вчителя завдяки її здатності захоплювати студентів. Такі коментарі, як: «Вона є найвпливовішим і найавторитетнішим вчителем, якого я коли-небудь мав, і я бажаю, щоб більше викладачів були подібні до неї», часто зустрічаються у студентів Тари. Вона заохочує їх критично мислити і брати участь у ширшій спільноті.

## Творчий доробок
Видала 17 книг, написала 200 статей, ряд есе..

## Нагороди та відзнаки
У 1998 році Тара отримала Австралійську премію за університетське викладання в гуманітарних науках.

## Особисте життя
Тара Брабазон народилася в Перті, Західна Австралія, а книгу про її музику написала в Ліверпулі Південних морів. 2002 року вийшла заміж за професора Стіва Редхеда. Їхні стосунки були висвітлені в Times Higher Education під назвою "Подружнє блаженство". 2018 року, після смерті Редхеда від раку підшлункової залози, Брабазон написала про їхні стосунки у другому виданні "Вечірки кінця століття".
Наразі Брабазон одружена з професором Джеймі Квінтоном, професором фізики та нанотехнологій в Університеті Фліндерса.